# Бейшехир (езеро)
Вижте пояснителната страница за други значения на Бейшехир.
Бейшехир (на турски: Beyşehir Gölü) е голямо сладководно езеро в Югозападна Турция, във вилаетите Ъспарта и Кония, в югозападната част на Анатолийското плато. Разположено е в тектонска падина в северозападните части на планината Тавър, в междупланинска котловина на 1121 m н.в. Дължина от северозапад на югоизток 45 km, ширина до 20 km, дълбочина до 10 m и площ от 656 km². В езерото има 32 острова, като най-голям е остров Мада в северозападната му част. Нивото на водата и площта на езерото варират според сезона и валежите през годината. Заедно с промяната на нивото на водата, съответно намалява или се увеличава и площта на островите. Най-ниското ниво на водата е било зарегистрирано през 1975 г., а най-високото – през март 1981 г., когато езерото достига площ от 746 km². Водата в него е прясна, въпреки отсъствието на постоянно подхранващи го реки. Чрез изкуствено прокопания канал Бейшехир водата се оттича в разположеното на 40 km на югоизток езеро Сугла (на 1094 m н.в.). Водата му се използва за напояване. Обитавано е от различни видове птици. На някои от островите има руини от стари византийски манастири. Езерото с околните му територии е обявено за национален парк на Турция. На югоизточния му бряг, при изхода на канала е разположен главния град на региона - Бейшехир.